# Anshan
|  | Anshan var også en elamitisk region og by i oldtiden.Anshan (Persia) |
Anshan (forenklet kinesisk: 鞍山; traditionel kinesisk: 鞍山; pinyin: Ānshān) er en  by på præfekturniveau i provinsen Liaoning i  Kina.  Præfekturet har et areal på 9.252 km2   og en befolkning på 3.584.000 mennesker, heraf   1.285.849 i byområdet.
Byen har Kinas største jern- og stålværkskompleks. I dette område er der mange jern- og kulminer. Anshan har en vigtig produktion av jernbaneskinner, kabler og lignende stålprodukter, og har også industrianlæg for kemikalier, traktorer, maskineri, cement og papir, og olieraffinaderi. 

## Historie
Anshan blev grundlagt i 1387 og befæstet i 1500-tallet. Under bokseroprøret (1900) og derefter den russisk-japanske krig (1904-1905) blev byen stærkt skadet. Den blev genopbygget med brede gader.
Industrialiseringen tog til i 1918, og tog kraftig fart under den japanske okkupation som begyndte i 1931. Det var japanerne som udviklede byens metallurgiske industri under anden verdenskrig. 
Sovjetunionen demonterede og fragtede fleste stålværker  bort  mellem 1944 og 1946, og byen stod tilbage utplyndret og ribbet.
Genopbygningen, med mere moderne industrianlæg, gik i gang tidlig i 1950'erne.

## Administrative enheder
Bypræfekturet Anshan har jurisdiktion over 4 distrikter (区 qū), et byamt (市 shì), et amt (县 xiàn) og et autonomt amt (自治县 zìzhìxiàn).
| Kort             | Kort                  | Kort            | Kort                   | Kort                   | Kort        | Kort      |
| ---------------- | --------------------- | --------------- | ---------------------- | ---------------------- | ----------- | --------- |
| Kort over Anshan |                       |                 |                        |                        |             |           |
| #                | Navn                  | Hanzi           | Pinyin                 | Befolkning (2003 est.) | Areal (km²) | Indb./km² |
| Distrikter       |                       |                 |                        |                        |             |           |
| 1                | Tiedong               | 铁东区          | Tiědōng Qū             | 490.000                | 30          | 16.333    |
| 2                | Tiexi                 | 铁西区          | Tiěxī Qū               | 290.000                | 34          | 8.529     |
| 3                | Lishan                | 立山区          | Lìshān Qū              | 420.000                | 55          | 7.636     |
| 4                | Qianshan              | 千山区          | Qiānshān Qū            | 260.000                | 503         | 517       |
| Byamt            |                       |                 |                        |                        |             |           |
| 5                | Haicheng              | 海城市          | Hǎichéng Shì           | 1.130.000              | 2.732       | 414       |
| Amt              |                       |                 |                        |                        |             |           |
| 6                | Tai'an                | 台安县          | Tái'ān Xiàn            | 380.000                | 1.393       | 273       |
| Autonomt Amt     |                       |                 |                        |                        |             |           |
| 7                | Xiuyan (For manchuer) | 岫岩满族 自治县 | Xiùyán Mǎnzú Zìzhìxiàn | 510.000                | 4.502       | 113       |

## Trafik
Kinas rigsvej 202 løber gennem området. Den begyneer i Heihe i provinsen Heilongjiang, passerer gennem Harbin og Shenyang, og ender i Dalian ved det  Gule Hav.